# Bartolomeo Bacilieri
Bartolomeo Bacilieri (Breonio, 28 marzo 1842 – Verona, 14 febbraio 1923) è stato un cardinale e vescovo cattolico italiano.

## Biografia
Nacque a Breonio il 28 marzo 1842.

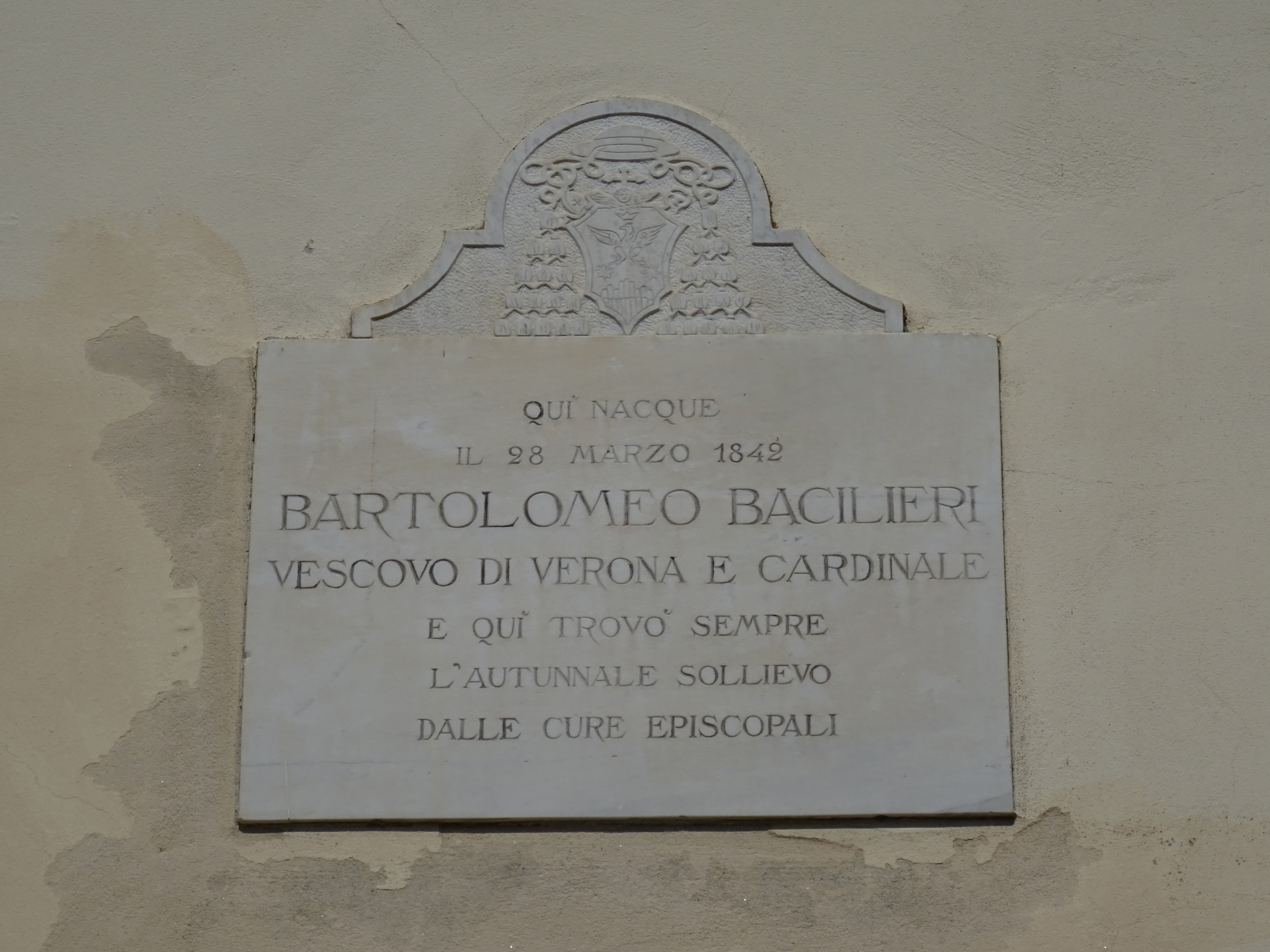
Targa sulla casa natale a Molina (Fumane)

Papa Leone XIII lo elevò al rango di cardinale nel concistoro del 15 aprile 1901. Fu vescovo di Verona dal 1900 al 1923.
Nei suoi 21 anni di cardinalato ha partecipato a tre conclavi:
- Conclave del 1903 che elesse Pio X
- Conclave del 1914 che elesse Benedetto XV
- Conclave del 1922 che elesse Pio XI

Morì il 14 febbraio 1923 all'età di 80 anni.

## Genealogia episcopale e successione apostolica
La genealogia episcopale è:
- Cardinale Scipione Rebiba
- Cardinale Giulio Antonio Santori
- Cardinale Girolamo Bernerio, O.P.
- Arcivescovo Galeazzo Sanvitale
- Cardinale Ludovico Ludovisi
- Cardinale Luigi Caetani
- Cardinale Ulderico Carpegna

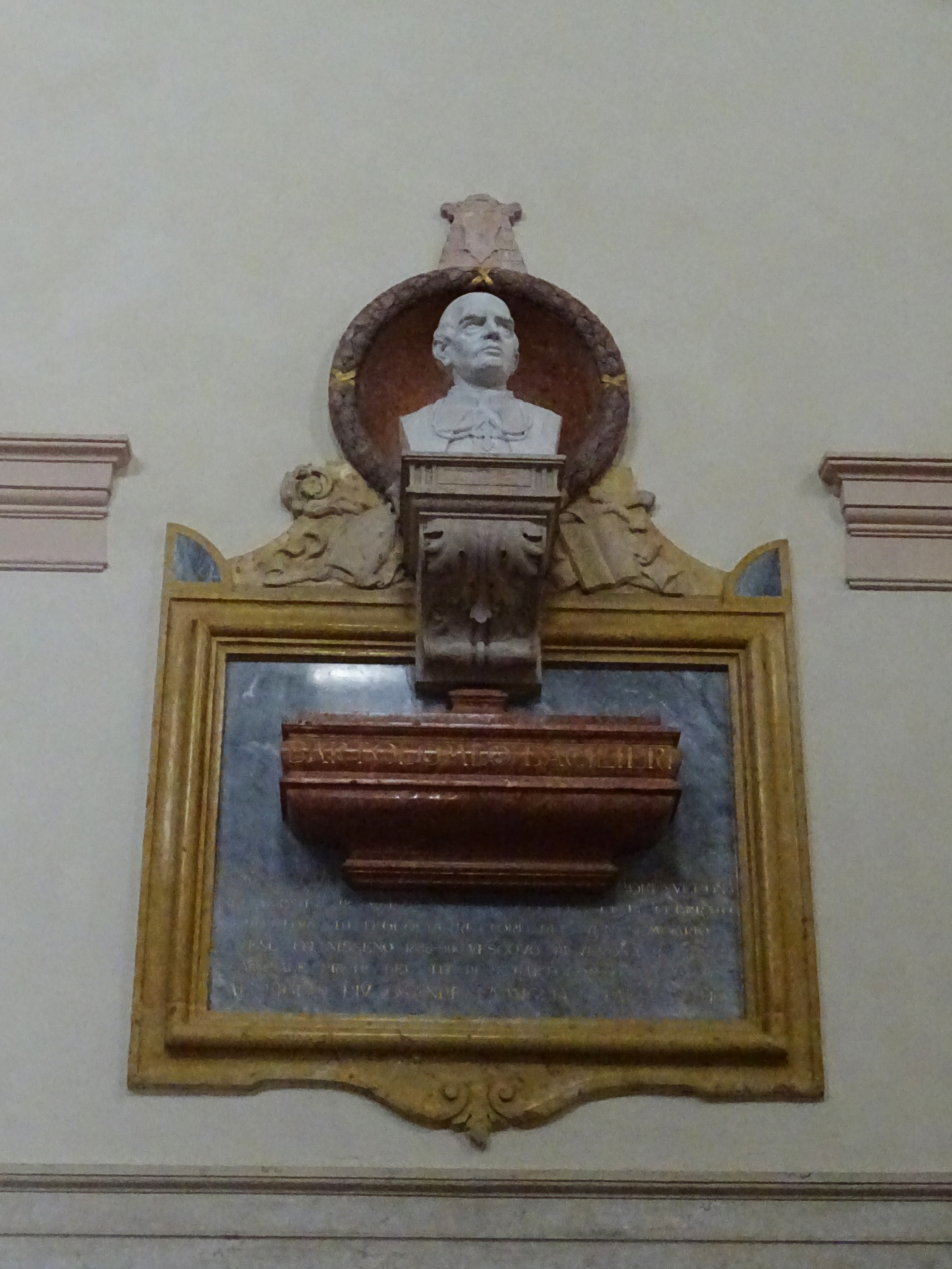
Monumento con busto nella chiesa di Sant'Urbano a Molina, Fumane

- Cardinale Paluzzo Paluzzi Altieri degli Albertoni
- Papa Benedetto XIII
- Papa Benedetto XIV
- Papa Clemente XIII
- Cardinale Bernardino Giraud
- Cardinale Alessandro Mattei
- Cardinale Pietro Francesco Galleffi
- Cardinale Giacomo Filippo Fransoni
- Cardinale Carlo Sacconi
- Cardinale Edward Henry Howard
- Cardinale Mariano Rampolla del Tindaro
- Cardinale Bartolomeo Bacilieri

La successione apostolica è:
- Vescovo Antonio Maria Roveggio, M.C.C.I. (1895)
- Arcivescovo Emilio Ferrais (1911)